# Ангріварії

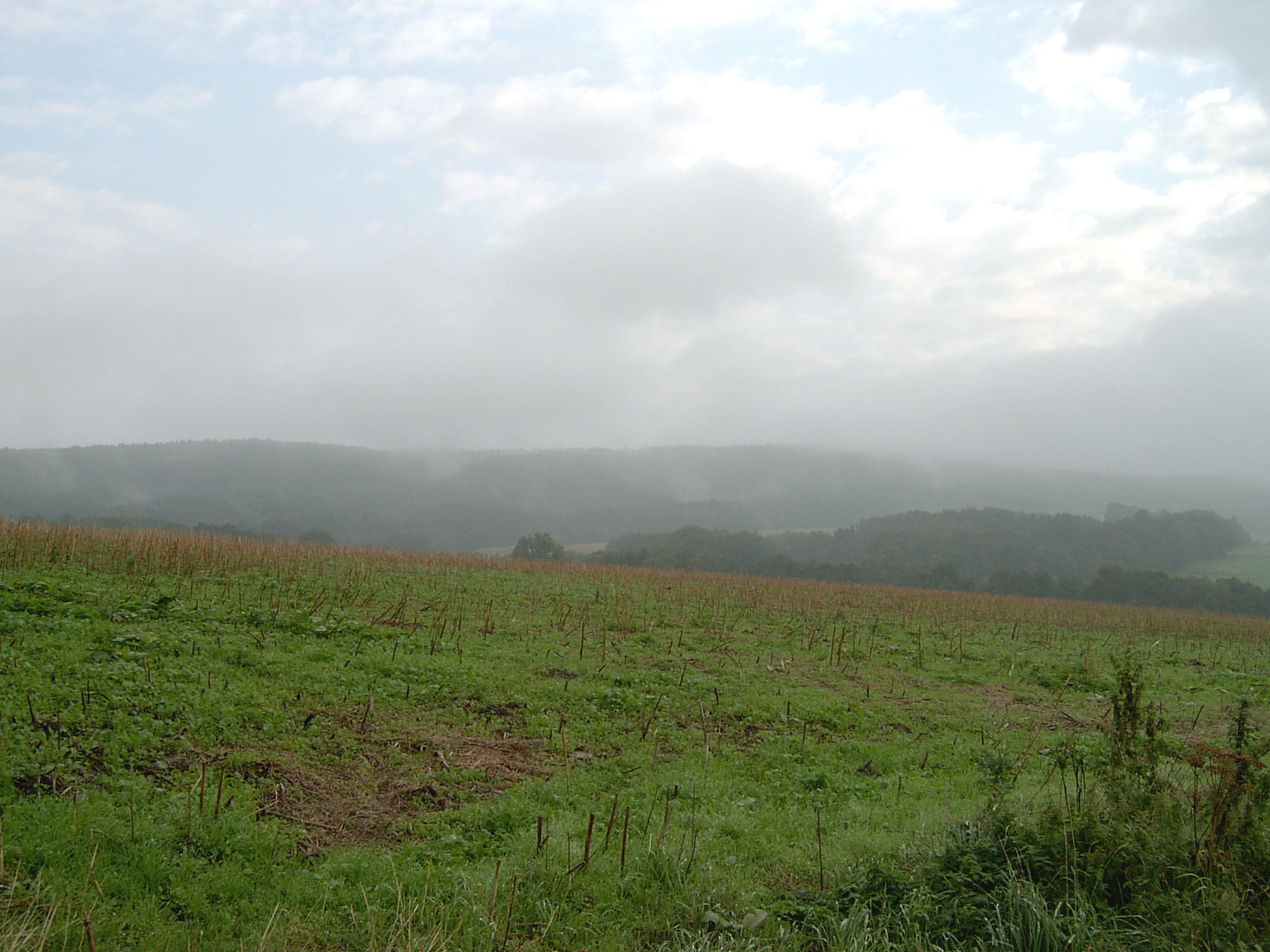
Ангрія — батьківщина Ангріваріїв

Ангріварії (лат. Angrivarii) — давньогерманське плем'я, що жило на території сучасної Саксонії північніше херусків. Вони жили по обидва боки річки Везер. Птолемей згадує їх як Ἀνγριουάρροι. Пізніше ангріварії були відомі як ангри або енгри.
З часом ангріварії почали розповсюджуватися на південний захід. Згідно давньоримському історику Публію Корнелію Тациту вони зайняли територію бруктерів.

## Етимологія
Назва «Ангріварії» може бути сегментована як Ангрі-варії, що може означати «люди Ангрії», як Ампсі-варії «люди Емсу». Юліус Покорні виводить назву з індоєвропейського кореня *ang-, «згинати». З цього кореня також походить німецьке Anger, данське eng, нідерландське eng/enk, шведське äng, англійське діалектне ing, що все означає «лук».
Другий елемент «-varii» дуже часто трапляється в назвах німецьких племен та зазвичай означає «мешканці …». Етимологія цієї частини залишається неясною.